# Moçambique Telecom
A  Moçambique Telecom, abreviada como Tmcel é uma empresa de telecomunicações moçambicana criada em Dezembro de 2018, e resultante da fusão da Telecomunicações de Moçambique-TCM e da Moçambique Celular-Mcel. Esta fusão foi uma tentativa do governo de salvar duas empresas que se encontravam à beira da falência.
Contudo, três anos depois em Abril de 2022, a empresa continuava sem qualquer sinal de recuperação, com a redução do volume de vendas, aumento de prejuízos e dívidas. Um relatório publicado em Outubro de 2022 alertava de novo para o risco de falência e constantes dificuldades no pagamento do salário aos seus trabalhadores.
Em Maio de 2023, o governo revelou que a empresa usava uma plataforma tecnológica ultrapassada, o que levou à criação de um Conselho de Transformação da TMCEL, cuja missão é de estabelecer medidas para estabilizar a empresa, a implementar a curto prazo.